# عمليات القصف في حلب (أبريل–يوليو 2016)
عمليات القصف في حلب كانت عمليات قصف مكثفة على المناطق الخاضعة للثوار والحكومة في مدينة حلب، سوريا بدءاً من أبريل 2016. وأصاب بعضِ من قصف المعارضة أيضًا جزءاً من المدينة التي يسيطر عليها الأكراد. انخفضت كثافة القصف بعد 55 يوماً عندما عقدت هدنة مؤقتة. ومع ذلك، استمر القصف في منتصف يوليو.

## الهجمات

### مستشفى القدس
في وقت مبكر يوم 28 أبريل 2016، تعرض مستشفى القدس المدعوم من قبل منظمة أطباء بلا حدود ولجنة الصليب الأحمر الدولية في الجزء الخاضع لسيطرة المعارضة في حلب لأربع ضربات جوية على التوالي، يزعم أنها دمرت المبنى وأسفرت عن مقتل بين 14 وأكثر من 50 شخصاً من بينهم اثنان من الأطباء، أحدهما هو طبيب أطفال، و3 أطفال. وأشارت وزارة الخارجية الأميركية إلى أن الحكومة السورية هي المسؤولة عن الهجوم. ومع ذلك، أصدرت وزارة الدفاع الروسية صور أقمار صناعية للمستشفى بعد هذه الهجمات، ادعت أنه تبين أن المستشفى لم يتلق أي ضرر إضافي من هجوم سابق.

### مسجد ملا خان
في 29 أبريل، أصيب مسجد ملا خان في أحد الأحياء الخاضعة لسيطرة الحكومة بالصواريخ، مما أسفر عن مصرع 15 شخصاً على الأقل. وذكرت الحكومة السورية أن المعارضة السورية تقف وراء الهجوم.

### مستشفى الضبيط
في 3 مايو أطلقت المعارضة صواريخ على أراضي الحكومة وأسفرت عن مقتل 19 شخصاً. أصابت الصواريخ مستشفى وقتلت 3 وجرحت 17، طبقاً لمصادر الحكومة.

## ردود الفعل
- الأمم المتحدة – أدان مبعوث الأمم المتحدة إلى سوريا ستافان دي ميستورا الهجوم على مستشفى القدس ويعتقد أنها كانت جريمة حرب متعمدة.[8] كما أدان مفوض الأمم المتحدة السامي لحقوق الإنسان «التجاهل الوحشي لحياة المدنيين من قبل جميع أطراف الصراع».[9]
- فرنسا – الحكومة الفرنسية «تدين بشدة القصف الذي استهدف مستشفى القدس في حلب» ودعت إلى عقد اجتماع لمجموعة الدعم الدولية لسوريا.[10]
- قطر – دعا المبعوث القطري إلى الجامعة العربية لعقد اجتماع للجامعة لمناقشة «التصعيد الخطير في حلب حيث يتعرض المدنيون لمذابح على أيدي قوات النظام السوري، مما أدى إلى مقتل وإصابة المئات».[11]
- الولايات المتحدة – وزارة الخارجية الأميركية كانت «غاضبة من الضربات الجوية بالأمس في حلب على مستشفى القدس الذي يدعمه كل من أطباء بلا حدود واللجنة الدولية للصليب الأحمر، والتي أودت بحياة العشرات من الناس، بمن فيهم الأطفال والمرضى والعاملين في المجال الطبي».[12]